# あさひ (企業)
株式会社あさひ（英: ASAHI CO.,LTD.）は、「サイクルベースあさひ」の名称で自転車専門店を展開する製造小売業者。

## 概説
関東圏・関西圏・中部圏を中心にチェーン展開。現在、北海道、東北地方、中四国地方、九州地方にも店舗を展開をしている。
代表取締役社長は下田佳史。前取締役社長の下田進は3人兄弟の三男で、もともとはロードレースチーム「ミネルヴァレーシングチーム」を持つほどのプロショップを経営していた。
創業当時は「株式会社旭玩具」という社名だった。「ママレンジ」で知られた「アサヒ玩具」とは無関係。また、大阪府堺市に本社がある「アサヒサイクル」とは名前が似ているが資本関係等は無関係。ただし、アサヒサイクルの自転車完成品やパーツ等の商取引は行われている。
チェーン店化を進め、自転車店としては日本最大となった。e-コマース事業にも力を入れており、インターネット通販店舗は日本の自転車専門店としては最大級であり、豊富なパーツを取り扱うネット販売も行っている。ネットで注文した自転車を店舗で受け取ることができるサービスをいち早く開始した。
購入後のメンテナンスとして、低価格で主要項目の簡易点検を行うセーフティ点検、盗難保証や定期点検・修理代金の割引が行えるサイクルメイト（3年間税込3630円）などがある。購入後の来店を促すことで、継続した顧客の獲得にも成功している。一方で、サイクルベースあさひのウェブサイトでは自転車本体やパーツの販売だけでなく、自転車メンテナンスやカスタマイズの方法も詳細に紹介している。
会社を急成長させた理由として収益力に優れたプライベートブランド商品の開発が挙げられる。PB商品の割合は全体の50%と、他の小売業に比べかなり高い。いわゆる製造小売業であり、ユニクロ、ニトリと合わせ不況下の高収益企業として取り上げられることが多い。一般的に製造小売企業はOEMで他社に商品開発を委託していることが多いが、あさひのPBの多くは商品企画から開発、製造、品質管理まで自社で行っている。リーマンショックによる不況の中で利益を伸ばしている企業として多くのビジネス誌で取り上げられている。2009年9月にはフォーブスにアジアの注目中小企業200として選出された。
自転車ロードレース選手の萩原麻由子は、大学を卒業した2009年に入社し、2013年にイギリスのプロチームに加入するまで社員として在籍した。その間、業務の傍ら「あさひレーシング」所属の選手として競技活動を続け、全日本自転車競技選手権大会個人タイムトライアルで4回（2009年、2010年、2011年、2012年）、ロードレースで3回（2010年、2011年、2012年）優勝を成し遂げるなどの実績を残している。

## 沿革
出典
- 1949年（昭和24年）4月 - 創業
- 1975年（昭和50年）5月 -  大阪府大阪市都島区大東町において株式会社旭玩具を設立
- 1989年（平成元年）11月 - 大阪府寝屋川市に当社初の大型自転車専門店「サイクルベースあさひ寝屋川店」オープン
- 1992年（平成4年）5月 - 株式会社あさひに商号変更
- 1992年（平成4年）5月 - 代表取締役社長に下田進が就任
- 1997年（平成9年）10月 - インターネット通販を開始。WEB上に「サイクルベースあさひネットワーキング店」オープン
- 2004年（平成16年）8月 - 日本証券業協会に株式を店頭登録
- 2005年（平成17年）10月 - 商品供給事業開始
- 2005年（平成17年）10月 - 三重県伊賀市に物流施設を取得「サイクルベースあさひ西日本物流センター(ALC西日本)」運営開始
- 2005年（平成17年）12月 - 東京証券取引所市場第二部に株式を上場
- 2007年（平成19年）10月19日 - 東京証券取引所市場第一部銘柄への指定
- 2010年（平成22年）3月5日 - 中国現地法人設立「愛三希(北京)自転車商貿有限公司」
- 2010年（平成22年）5月6日 - 本社を都島区高倉町へ移転
- 2010年（平成22年）5月8日 - 中国一号店「自転車基地 愛三希 三元西橋本店」オープン
- 2011年（平成23年）6月 - 東京都八王子市に国内最大級の子供車専門店「サイクルベースあさひ南大沢キッズ館」オープン
- 2011年（平成23年）7月 - 東京都八王子市南大沢店2階に当社初「スポーツ車専門フロア」オープン
- 2011年（平成23年）11月 - 埼玉県久喜市に物流施設を竣工「サイクルベースあさひ東日本物流センター(ALC東日本)」運営開始
- 2012年（平成24年）5月 - 代表取締役社長に下田佳史が就任　取締役会長に下田進が就任
- 2013年（平成25年）1月 - 大阪府豊中市に当社初の電動アシスト自転車専門店 「緑地電動アシスト館」オープン
- 2013年（平成25年）5月 - 下田進が取締役を退任
- 2013年（平成25年）6月 - 大阪府大阪市に当社初の「都市型」店舗、 「北堀江DEPT.」オープン
- 2015年（平成27年）2月 - 「あさひ VISION 2020 -NEXT STAGE-」を策定
- 2015年（平成27年）5月 - ブランドスローガン及び、ロゴマークを一新
- 2015年（平成27年）5月 - 国内店舗数 400店舗達成
- 2015年（平成27年）5月 - スポーツサイクル強化店の取り組みを開始
- 2017年（平成29年）1月 - アウトレット＆リユース専門ショップ「LOHAS Cycle asahi」（ロハスサイクルアサヒ）高石店（大阪府）にて買取サービス開始
- 2017年（平成29年）7月 - 『LOUIS GARNEAU(ルイガノ)』『GARNEAU(ガノー)』の日本総販売代理権を取得することを発表
- 2017年（平成29年）10月 - 海外のスポーツサイクルパーツブランド8社(3T、KENDA、WELDTITEなど)の日本総販売代理店を開始
- 2018年（平成30年）10月 - サイクルベースあさひ公式アプリ配信開始

## 店舗

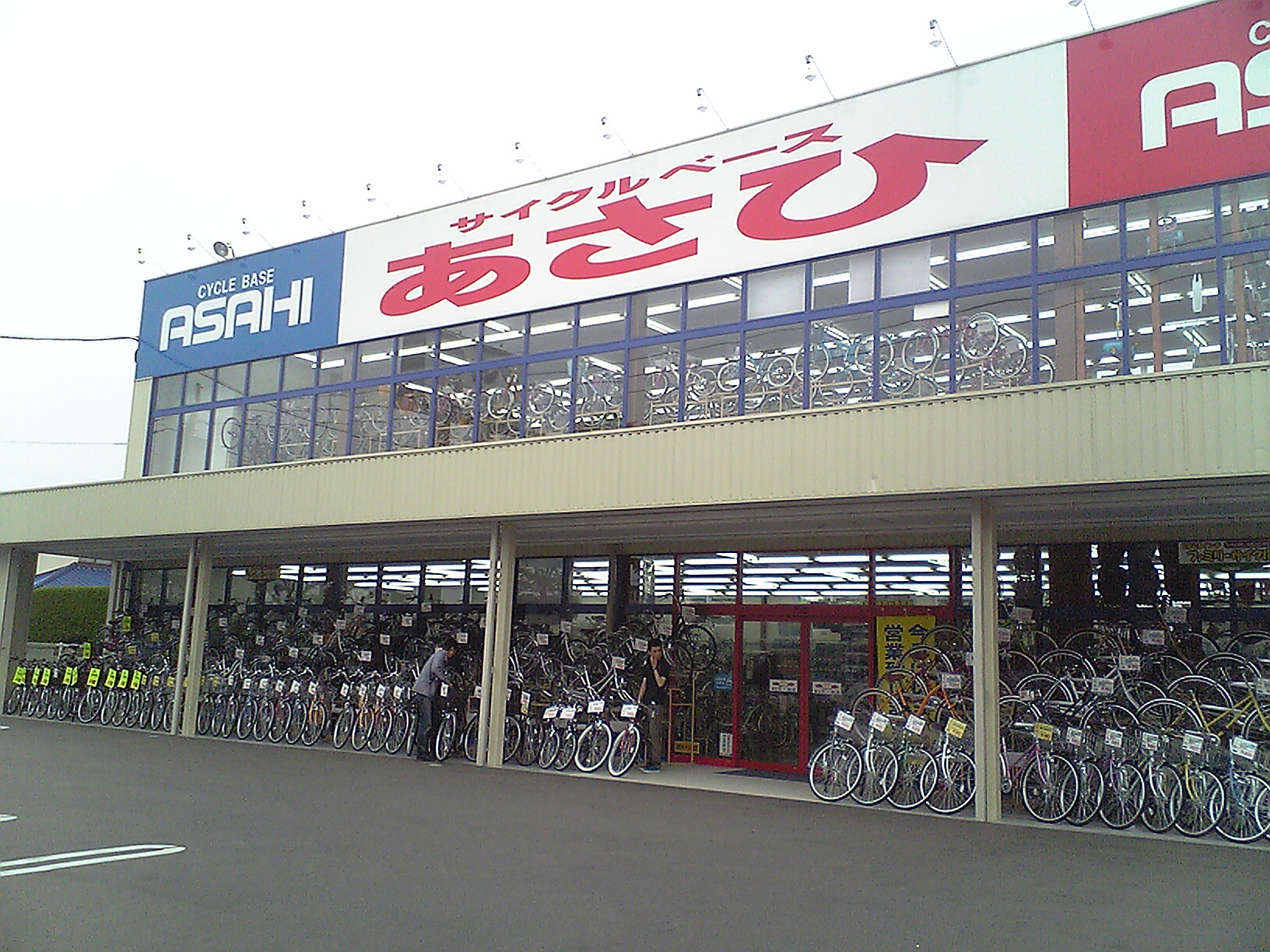
サイクルベースあさひ早良小田部店（福岡県福岡市早良区）

- 店舗数:500店、全国45都道府県に出店（2021年9月9日時点）

## テレビ番組
- 日経スペシャル ガイアの夜明け 快走…自転車の新時代～“エコ・節約・電動”で復活～（2009年6月9日、テレビ東京）[5] - 急拡大する“自転車界のユニクロ”を取材。
- 日経スペシャル カンブリア宮殿 "成熟市場"で急成長の自転車チェーン 世の中に必要とされる存在になれ!（2011年1月13日、テレビ東京）[6]